# Шанханай
Шанханай (каз. Шанханай) — село в Кербулакском районе Жетысуской области Казахстана. Административный центр Шанханайского сельского округа. Находится примерно в 22 км к юго-востоку от посёлка Сарыозек, административного центра района. Код КАТО — 194663100.

## Население

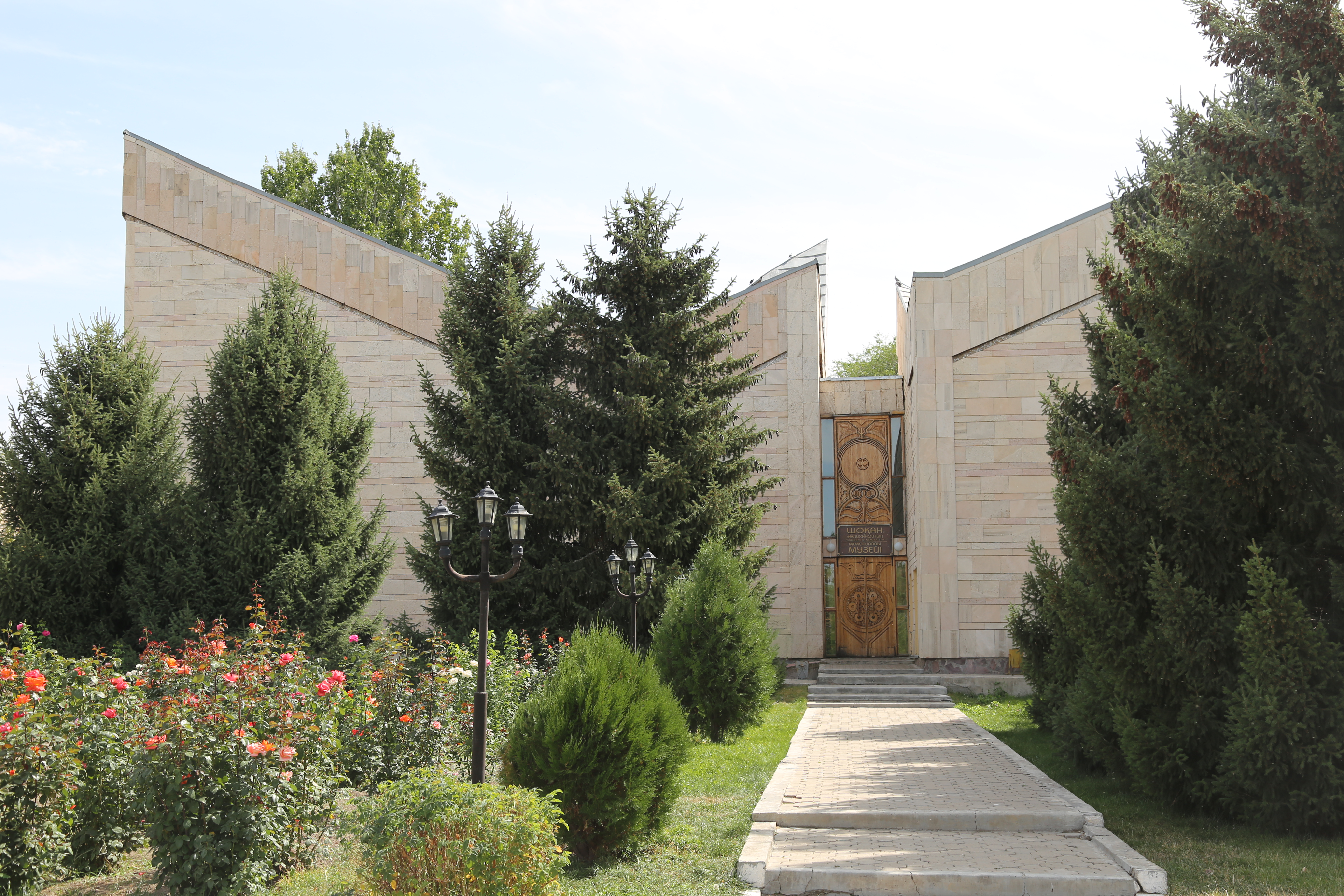
Музей Ч. Валиханова в селе Шанханай

В 1999 году население села составляло 2364 человек (1169 мужчин и 1195 женщин). По данным переписи 2009 года, в селе проживало 2355 человек (1176 мужчин и 1179 женщина)

## Инфраструктура
В селе функционируют дом культура, библиотека, танцевальный кружок, кружок фольклорной музыки, спортивные секции.